# Trochilus
Trochilus là một chi chim trong họ Chim ruồi, là loài đặc hữu của Jamaica. Đây là chi loại của họ Trochilidae. Ngày nay, hầu hết các nhà chức trách coi hai loài trong chi này là các loài riêng biệt, nhưng một số (ví dụ AOU) tiếp tục coi chúng là cùng loài, trong trường hợp scitulus là một phân loài của T. polytmus.

## Các loài
| Hình ảnh | Tên khoa học       | Tên thông dụng | Phân bổ      |
| -------- | ------------------ | -------------- | ------------ |
|          | Trochilus polytmus |                | Jamaica      |
|          | Trochilus scitulus |                | Đông Jamaica |